# Rouge-Perriers
Rouge-Perriers település Franciaországban, Eure megyében. Lakosainak száma 368 fő (2022. január 1.). Rouge-Perriers Écardenville-la-Campagne, Villez-sur-le-Neubourg és Thibouville községekkel határos.

## Népesség
A település népessége az elmúlt években az alábbi módon változott:
| Lakosok száma | 189  | 200  | 210  | 243  | 330  | 355  | 367  | 367  | 365  | 368  |
|               | 1968 | 1982 | 1990 | 2006 | 2013 | 2015 | 2017 | 2019 | 2020 | 2022 |